# Parasaphodes
Parasaphodes Schulz, 1906, è l'unico genere della sottofamiglia dei Parasaphodinae Bouček, 1988, (Hymenoptera: Chalcidoidea, famiglia Pteromalidae. Comprende quattro specie parassitoidi di Rincoti (Coccoidei).